# 科马罗姆区
科马罗姆区（匈牙利語：Komáromi járás），是匈牙利科马罗姆-埃斯泰尔戈姆州的一个区，总面积378.78平方公里，总人口39,863人（2011年），人口密度105人/平方公里。中心城市为科馬羅姆。

## 市镇
科马罗姆区包含3个城镇、一个大村和5个村庄。